# 拉莉萨·舍皮琴科
拉莉萨·舍皮琴科（1938年1月6日 - 1979年7月2日） 是一位乌克兰裔苏联电影导演兼编剧， 生于巴赫穆特。16岁时，她移居莫斯科，进入格拉西莫夫电影学院學習，並且师从亚历山大·多夫任科。她執導的电影曾获得金熊奖 。她後來在拍電影時因為車禍身亡。